# Ronald Gavril
Ronald Gavril (n. 10 iulie 1986, Bacău, România) este un boxer profesionist român care a participat cu echipa de box amator a României la trei Campionate Mondiale și la trei Campionate Europene. A fost legitimat la clubul SCM Bacău cu care a câștigat medalia de aur la Cupa României la box în 2009 și a cucerit de două ori competiția internațională „Centura de Aur”. Ronald Gavril, care a boxat la categoria mijlocie, a fost medaliat cu bronz la Campionatele Mondiale de Cadeți în 2003 de la Cagliari.
În 2011, Ronald Gavril a trecut la boxul profesionist și în primul său meci, pe 1 decembrie 2011 la Costa Mesa, California, l-a învins pe Gilbert Gastelum prin KO tehnic. În luna mai 2012, Gavril s-a mutat la Las Vegas, unde locuiește în prezent. Floyd Mayeather și Leonard Ellerbe l-au remarcat pe Ronald în timpul sesiunilor sale sparring de la Clubul de box Mayweather și i-au propus să semneze un contract cu agenția de impresariat sportiv Mayweather Promotions. Contractul a fost semnat în martie 2013.
În iulie 2013 Ronald Gavril a obținut a cincea victorie consecutivă ca profesionist la categoria supermijlocie învingându-l prin KO tehnic pe Jas Phipps.
În data de 8 octombrie 2016 a obținut a 17 a victorie împotriva unui adversar foarte dificil, Cristopher Brooker, meciul a fost câștigat în runda a zecea prin KO. În urma acestei victorii luptătorul român a câștigat centura <NABF Super Middleweight Champion>, un trofeu foarte important în lumea boxului profesionist.

## Rezultate în boxul profesionist
| 18 victorii (14 prin knockout, 5 decizii), 2 înfrângeri, 0 remize |            |                              |     |              |            |                                                       |                                   |
| Rez.                                                              | La general | Adversar                     | Tip | Runda, Timp  | Data       | Locație                                               | Note                              |
| Înfrângere                                                        | 18-2       | David Benavidez              | SD  | 12           | 2017-09-08 | The Joint, Paradise, Nevada, U.S.                     | For WBC super middleweight title  |
| Victorie                                                          | 18–1       | Decarlo Pérez                | KO  | 2            | 2017-04-29 | Sam's Town Hotel and Gambling Hall, Las Vegas, Nevada |                                   |
| Victorie                                                          | 17–1       | Christopher Brooker          | TKO | 10, 2:04     | 2016-10-09 | Sam's Town Hotel and Gambling Hall, Las Vegas, Nevada | Won NABF super-middleweight title |
| Victorie                                                          | 16–1       | Juan Camilo Novoa            | TKO | 4, 2:08      | 2016-05-13 | Sam's Town Hotel and Gambling Hall, Las Vegas, Nevada |                                   |
| Victorie                                                          | 15–1       | Mariano Hilario              | TKO | 2            | 2015-12-18 | Palms Casino Resort, Las Vegas, Nevada                |                                   |
| Victorie                                                          | 14–1       | Scott Sigmon                 | RTD | 8 (10), 3:00 | 2015-09-12 | MGM Grand Garden Arena, Las Vegas, Nevada             |                                   |
| Victorie                                                          | 13–1       | Jessie Nicklow               | UD  | 8            | 2015-06-21 | MGM Grand Garden Arena, Las Vegas, Nevada             |                                   |
| Victorie                                                          | 12–1       | Oscar Riojas                 | UD  | 8            | 2015-04-30 | Palms Casino Resort, Las Vegas, Nevada                |                                   |
| Înfrângere                                                        | 11–1       | Elvin Ayala                  | UD  | 8            | 2015-03-28 | Palms Casino Resort, Las Vegas, Nevada                |                                   |
| Victorie                                                          | 11–0       | Jose Miguel Rodriguez Berrio | KO  | 1 (6), 2:59  | 2014-12-12 | Alamodome, San Antonio, Texas                         |                                   |
| Victorie                                                          | 10–0       | Thomas Falowo                | TKO | 7 (8), 2:14  | 2014-08-30 | Palms Casino Resort, Las Vegas, Nevada                | Falowo down in 3rd round.         |
| Victorie                                                          | 9–0        | Tyrell Hendrix               | TKO | 4 (8), 1:58  | 2014-05-03 | MGM Grand Hotel & Casino, Las Vegas, Nevada           |                                   |
| Victorie                                                          | 8–0        | Cameron Allen                | TKO | 3 (8), 1:46  | 2014-02-28 | Turning Stone Resort & Casino, Verona, New York       | Allen down in rounds 2 and 3.     |
| Victorie                                                          | 7–0        | Shujaa El Amin               | UD  | 8            | 2013-09-14 | MGM Grand Hotel & Casino, Las Vegas, Nevada           |                                   |
| Victorie                                                          | 6–0        | Dave Courchaine              | KO  | 2 (6), 1:54  | 2013-08-24 | StubHub Center, Carson, California                    | Courchaine down in round 2.       |
| Victorie                                                          | 5–0        | Jas Phipps                   | TKO | 5 (6), 1:39  | 2013-07-19 | Hard Rock Hotel and Casino, Las Vegas, Nevada         |                                   |
| Victorie                                                          | 4–0        | Roberto Yong                 | TKO | 3 (4), 2:12  | 2013-05-04 | MGM Grand Hotel & Casino, Las Vegas, Nevada           |                                   |
| Victorie                                                          | 3–0        | Kenneth Taylor Schmitz       | TKO | 1 (4), 1:53  | 2012-07-06 | Hard Rock Hotel and Casino, Las Vegas, Nevada         |                                   |
| Victorie                                                          | 2–0        | Andrejs Loginovs             | UD  | 4            | 2012-02-09 | Sala Rapid, București, România                        |                                   |
| Victorie                                                          | 1–0        | Gilbert Gastelum             | TKO | 3 (4), 2:11  | 2011-12-01 | Orange County Fair, Costa Mesa, California            | Professional debut.               |

| Poziții sportive Format:S-text                 | Poziții sportive Format:S-text                               | Poziții sportive Format:S-text |
| ---------------------------------------------- | ------------------------------------------------------------ | ------------------------------ |
| VacantUltimul titlu deținut deGilberto Ramírez | NABF super middleweight champion 10 octombrie 2016 – present | În funcție                     |

## Legături externe
- Pagina Ronald Gavril Arhivat în 6 august 2013, la Wayback Machine. pe situl Mayweather Promotions.
- Pagina oficiala de facebook: https://www.facebook.com/RonaldGavril1